# 54. oklepno-mehanizirani bataljon Slovenske vojske
54. oklepno-mehanizirani bataljon Slovenske vojske (kratica: 54. OKMB) je bivša oklepno-mehanizirana formacija Slovenske vojske; bataljon je bil nastanjen v vojašnici Ivana Cankarja.

## Poveljstvo
Poveljniki
- stotnik Darko Ravnik (2001)
- Podpolkovnik Robert Puš (1997)
- Podpolkovnik Bojan Končan (1993)
- Podpolkovnik Branko Kalin (1992)